# Torresta
Torresta är en småort i Kalmar socken Håbo kommun, belägen omkring fem kilometer sydväst om centrala Bålsta. Orten ligger vid Mälaren och är ett tidigare fritidshusområde, som fått ett allt större inslag av permanentboende och försetts med kommunalt vatten och avlopp.